# La 1
La 1 (La Uno, Ettan) är en spansk TV-kanal som började sända 28 oktober 1956.  Det är Spaniens första TV-kanal och ägs av Radio Television Española (RTVE), det spanska statsägda medieföretaget.  
Kanalen finansierades tidigare delvis av reklam. Sedan 2010 har man dock slutat sända reklam.  Sedan januari 2010 finansieras verksamheten till 50 % genom den statliga budgeten, medan den andra hälften finansieras genom ett extra skattepåslag med 0,9 % för de spanska mobiltelefonbolagen, 3 % skatt på de öppna privata televisionsbolagens intäkter och 1,5 % skatt på betalkanalerna.

## TV-program i urval
- Telediario
  - Telediario Matinal
  - Telediario 1
  - Telediario 2
  - Telediario Fin de Semana
- +Cotas
- A partir de hoy
- Acacias 38
- Aquí la Tierra
- Arranca en verde
- Audiencia abierta
- La caza
- Cine de barrio
- Comando actualidad
- Corazón
- Los Desayunos de TVE
- España Directo
- Españoles en el mundo
- Estoy vivo
- Flash Moda
- Hacer de comer
- Informe semanal
- Maestros de la costura
- MasterChef
- MasterChef Celebrity
- MasterChef Junior
- Mercado Central
- El Ministerio del Tiempp
- Cuéntame otra vez
- Operación triunfo
- Paisano, El
- Prodigios
- Reportaje
- El tiempo
- Directo desde La moncloa
- Directo Covid 19